# ジポジトロニウム
ジポジトロニウム(Dipositronium)は、異種原子のポジトロニウム2原子、つまり電子2個と陽電子2個からなる分子である。1946年にジョン・ホイーラーによってその存在が予測され、その後も理論的な研究が続けられたが、2007年にカリフォルニア大学リバーサイド校のDavid CassidyとAllen Millsの実験が行われるまで発見されなかった。
彼らは、陽電子を二酸化ケイ素の多孔薄層フィルムに激しく衝突させ、ポジトロニウムの分子を生成した。ケイ素中で速度が低下する際、陽電子は電子を捕獲してポジトロニウム原子になる。ケイ素中では、ポジトロニウムは他のポジトロニウム原子と相互作用するのに十分な長さの寿命を得ることができ、ジポジトロニウムが生成する。